# Престон, Дуглас
Дуглас Престон (англ. Douglas Preston; 20 мая 1956, Кембридж, США) — американский писатель, преподаватель литературы, редактор. Автор 17 технотриллеров и мистических «ужастиков», часть из которых написана в соавторстве с Линкольном Чайлдом. Кроме того, несколько его книг, созданных при содействии итальянского журналиста и писателя Марио Специ (англ. Mario Spezi) , никак не связаны с жанром фантастики.

## Биография
Родился в прилегающем к Бостону городе Кембридж, штат Массачусетс. Почти сразу после его рождения семья перебралась в более дальний пригород Бостона городок Уэллсли, где Дуглас провёл всё своё детство. После окончания школы переехал на западное побережье США в город Клермонт, в котором в 1978 году окончил местный Колледж Помоны (англ. Pomona College) по специальности «английская литература».
После получения высшего образования в течение 8 лет работал в Американском музее естественной истории в Нью-Йорке в качестве сначала редактора, потом автора и в конечном счёте менеджера публикаций. Одновременно преподавал литературу в Принстонском университете и был главным редактором профессионального музейного журнала «Куратор» (англ. Curator). С первым местом работы связано начало литературной деятельности писателя — заинтересовавшись многочисленными коллекциями экспозиций, Дуглас написал научно-популярную книгу об истории музея и его знаменитых сотрудниках. Книга, получившая название «Dinosaurs in the Attic» («Динозавры в мансарде»), была отредактирована Линкольном Чайлдом, будущим соавтором Дугласа. В начале 1990-х годов Престон и Чайлд создали команду, чтобы вместе писать остросюжетные романы. Первым из них стал «Реликт», опубликованный в 1995 году и экранизированный компанией Paramount Pictures в 1997 году. К настоящему времени Престон и Чайлд опубликовали более 20 романов.
Продолжает карьеру журналиста, регулярно публикуясь в журнале «The New Yorker». Также пишет для журналов «National Geographic», «Natural History», «Smithsonian», «Harper’s Magazine», «Travel + Leisure» и ряда других. Кроме того, является научным сотрудником антропологической лаборатории в Санта-Фе, членом PEN Нью-Мексико и членом совета директоров Американской школы исследований в Санта-Фе.
Престон и его жена Кристина имеют троих детей — Селену, Алетейю и Айзека. В настоящее время они живут на побережье штата Мэн.

### Серия про Алоиза Пендергаста
- «Реликт» (The Relic) — 1995
- «Реликварий» (Reliquary) — 1997
- «Кабинет диковин» (The Cabinet of Curiosities) — 2002
- «Натюрморт с воронами» (Still Life with Crows) — 2003
- «Огонь и сера» (Brimstone) — 2004
- «Танец смерти» (Dance of Death) — 2005
- «Книга мертвых» (The Book of the Dead) — 2006
- «Штурвал тьмы» (The Wheel of Darkness) — 2007
- «Танец на кладбище» (Cemetery Dance) — 2009
- «Наваждение» (Fever Dream) — 2010
- «Холодная месть» (Cold Vengeance) — 2011
- «Две могилы» (Two Graves) — 2012
- «Белый огонь» (White Fire) — 2013
- «Голубой лабиринт» (Blue Labyrinth) — 2014
- «Багровый берег» (Crimson Shore) — 2015
- «Обсидиановый храм» (The Obsidian Chamber) — 2016
- «Город бесконечной ночи» (City of Endless Night) — 2018
- «Стихи для мертвецов» (Verses for the Dead) — 2018
- «Злая река» (Crooked River) - 2020
- «Путь крови» (Bloodless) - 2021
- «Кабинет доктора Ленга» (The Cabinet of Dr. Leng) - 2023
- «Ангел мести» (Angel of Vengeance) - 2024

### Серия про Гидеона Кру
- Меч Гидеона (Gideon’s Sword) — 2011
- Труп Гидеона (Gideon’s Corpse) — 2012
- Затерянный остров (The Lost Island) — 2014
- За границей льдов (Beyond The Ice Limit) — 2016
- Ключ фараона (The Pharaoh Key) — 2018

### Серия Нора Келли
- Старые кости (Old Bones) — 2019
- «Хвост Скорпиона» (The Scorpion's Tail) - 2021
- «Плато дьявола» - (Diablo Mesa) - 2022
- «Мёртвая гора» - (Dead Mountain) - 2023

### Внесерийные книги
- «Гора Дракона» (Mount Dragon) — 1996
- «Остров» или «Меч карающий» (Riptide) — 1998
- «Золотой город» (Thunderhead) — 1999
- «Граница льдов» (The Ice Limit) — 2000
- «Потерянный город обезьяннего бога» (The lost city of monkey god) -2017

## Экранизации
«Реликт» (The Relic) — 1997